# Petrolina (microregio)
Petrolina is een van de 19 microregio's van de Braziliaanse deelstaat Pernambuco. Zij ligt in de mesoregio São Francisco Pernambucano en grenst aan de microregio's Araripina, Salgueiro, Itaparica, Paulo Afonso (BA), Juazeiro (BA) en Alto Médio Canindé (PI). De microregio heeft een oppervlakte van ca. 15.015 km². In 2009 werd het inwoneraantal geschat op 434.423.
Acht gemeenten behoort tot deze microregio:
- Afrânio
- Cabrobó
- Dormentes
- Lagoa Grande
- Orocó
- Petrolina
- Santa Maria da Boa Vista
- Terra Nova

Mesoregio's: Agreste Pernambucano · Mata Pernambucana · Metropolitana do Recife · São Francisco Pernambucano · Sertão Pernambucano

Microregio's: Alto Capibaribe · Araripina · Brejo Pernambucano · Fernando de Noronha · Garanhuns · Itamaracá · Itaparica · Mata Meridional Pernambucana · Mata Setentrional Pernambucana · Médio Capibaribe · Pajeú · Petrolina · Recife · Salgueiro · Sertão do Moxotó · Suape · Vale do Ipanema · Vale do Ipojuca · Vitória de Santo Antão